# Leszek Lichota
Leszek Lichota (sinh ngày 17 tháng 8 năm 1977 tại Wałbrzych) là một diễn viên người Ba Lan. Anh nổi tiếng với vai diễn Grzegorz trong opera xà phòng Na Wspólnej.

## Tiểu sử
Leszek Lichota tốt nghiệp Học viện Nghệ thuật Sân khấu Quốc gia ở Warsaw vào năm 2002 và bắt đầu biểu diễn tại Nhà hát Ba Lan ở Poznań. Năm 2011, anh được đề cử cho Giải thưởng Zbigniew Cybulsk với diễn xuất trong phim Lynch (2010).
Leszek Lichota kết hôn với Ilona Wrońska. Cặp đôi có với nhau hai người con: con gái Natasha (sinh năm 2006) và con trai Kajetan (sinh năm 2008).

## Thành tích nghệ thuật

### Phim
- 2019: Corpus Christi
- 2015: Karbala
- 2014: Wataha trong vai Wiktor Rebrow
- 2009: Generał Nil trong vai "Klemm"
- 2010: Lynch
- 2007: Odwróceni trong vai Łukasz Ozga
- 2007: Świadek koronny
- 2006: Apetyt na miłość trong vai Lichota
- 2005: Niania (Polish version of The Nanny trong vai Juliusz Wilczur
- 2005: Dzień dobry kochanie
- 2005-2007: Egzamin z życia trong vai Jacek Bednarz
- 2004: Caméra Café
- 2003-2008, 2009-: Na Wspólnej trong vai Grzegorz Zięba
- 2003: Cyrano
- 2002-2007: Samo Życie
- 2002: Edward II trong vai Leicester
- 2001: Przedwiośnie
- 2001: Quo vadis
- 2001: Marszałek Piłsudski
- 2000-2001: Miasteczko
- 1999: Patrzę na ciebie, Marysiu

### Lồng tiếng Ba Lan
- Fantastic Four: World's Greatest Heroes (2006) - Mister Fantastic
- Danny Phantom (2004–2007)